# 第215回国会
第215回国会（だい215かいこっかい）とは、2024年（令和6年）11月11日に召集された特別国会である。会期は11月14日までの4日間。

## 概要
2024年（令和6年）10月27日に執行された第50回衆議院議員総選挙を受けて、新しい議院の構成を定め、内閣総理大臣指名選挙を行うために召集された。

## 内閣総理大臣指名選挙
| 内閣総理大臣指名選挙：衆議院 |            |              |           |           |
| 氏名                         | 氏名       | 所属政党     | 得票数    | 決選投票  |
|                              | 石破茂     | 自由民主党   | 221 / 465 | 221 / 465 |
|                              | 野田佳彦   | 立憲民主党   | 151 / 465 | 160 / 465 |
|                              | 馬場伸幸   | 日本維新の会 | 38 / 465  |           |
|                              | 玉木雄一郎 | 国民民主党   | 28 / 465  |           |
|                              | 山本太郎   | れいわ新選組 | 9 / 465   |           |
|                              | 田村智子   | 日本共産党   | 8 / 465   |           |
|                              | 吉良州司   | 無所属       | 4 / 465   |           |
|                              | 神谷宗幣   | 参政党       | 3 / 465   |           |
|                              | 河村たかし | 日本保守党   | 3 / 465   |           |
|                              | 無効票     |              |           | 84 / 465  |

| 内閣総理大臣指名選挙：参議院 |            |              |           |
| 氏名                         | 氏名       | 所属政党     | 得票数    |
|                              | 石破茂     | 自由民主党   | 142 / 242 |
|                              | 野田佳彦   | 立憲民主党   | 46 / 242  |
|                              | 馬場伸幸   | 日本維新の会 | 18 / 242  |
|                              | 玉木雄一郎 | 国民民主党   | 11 / 242  |
|                              | 田村智子   | 日本共産党   | 11 / 242  |
|                              | 山本太郎   | れいわ新選組 | 5 / 242   |
|                              | 伊藤孝恵   | 国民民主党   | 1 / 242   |
|                              | 神谷宗幣   | 参政党       | 1 / 242   |
|                              | 末松信介   | 自由民主党   | 1 / 242   |
|                              | 吉良州司   | 無所属       | 1 / 242   |
|                              | 茂木敏充   | 自由民主党   | 1 / 242   |
|                              | 白票       |              | 1 / 242   |

決選投票となるのは戦後5回目。日本社会党の村山富市が海部俊樹との決選投票で首相に選出された1994年以来で30年ぶり。衆院で過半数を割る得票数で首相に就任するのは1979年の大平正芳以来で45年ぶり。
衆議院では立憲民主党の野田佳彦は同党と社会民主党の148名のほか、野党系無所属の3名から票を得た。決選投票では日本共産党の8名と有志の会の福島伸享も野田に票を投じた。日本維新の会、国民民主党などは無効票を投じた。
参議院では野党系無所属の寺田静が国民民主党の伊藤孝恵に、会派「NHKから国民を守る党」では浜田聡が前自由民主党幹事長の茂木敏充に、斉藤健一郎が自民党の末松信介に票を投じた。

## 各党・会派の議席数
| 計465、2024年（令和6年）11月11日時点 - 自由民主党・無所属の会 - 196 - 立憲民主党・無所属 - 148 - 日本維新の会 - 38 - 国民民主党・無所属クラブ - 28 - 公明党 - 24 - れいわ新選組 - 9 - 日本共産党 - 8 - 有志の会 - 4 - 参政党 - 3 - 日本保守党 - 3 - 無所属 - 4 - 欠員 - 0 | 計245、2024年（令和6年）11月10日時点 - 自由民主党 - 113 - 立憲民主党・社民 - 42 - 公明党 - 27 - 日本維新の会- 18 - 国民民主党・新緑風会 - 11 - 日本共産党 - 11 - れいわ新選組 - 5 - 沖縄の風 - 2 - NHKから国民を守る党 - 2 - 各派に属しない議員 - 9 - 欠員 - 8 |

## 今国会の動き

### 召集前
- 10月27日 - 第50回衆議院議員総選挙、参議院岩手県選挙区補欠選挙。
- 11月5日 - 「令和六年十一月十一日に、国会の特別会を東京に召集する詔書」が公布[8]。

### 会期中
- 11月11日 - 召集。
  - 第1次石破内閣が総辞職[9]。
  - 参議院本会議で、体調不良で辞任した尾辻秀久参議院議長の後任の議長選挙を行い、第33代議長に関口昌一（自由民主党）を選出[10]。
  - 衆議院本会議で正副議長選挙を行い、第80代議長に額賀福志郎（自由民主党）、第69代副議長に玄葉光一郎（立憲民主党）をそれぞれ選出[11]。
  - 両議院の本会議で内閣総理大臣指名選挙を行い、衆議院での決選投票を経て石破茂を第103代内閣総理大臣に指名[12]。
  - 第2次石破内閣が発足[13]。
- 11月13日 - 立憲民主党は、いわゆる「年収130万円の壁」の対策として、社会保険料の支払いによる減収分を給付で補う「就労支援給付制度」を創設する法案を衆議院に提出[14]。翌14日の本会議で閉会中審査の議決が行われ、継続審査となった。
- 11月14日 - 会期末。
  - 開会式。